# Haakon el Bo
Haakon (en nòrdic: Hákon Aðalsteinsfóstri) (v. 920 - v. 961), dit el Bo, va ser el tercer rei de Noruega, com a Haakon I. Educat a Anglaterra, es va convertir al cristianisme. Tornà a Noruega on va deposar el seu germà Eric I el Sanguinari amb el suport de la noblesa. Intentà, sense èxit, implantar-hi el cristianisme i morí assassinat per les faccions més tradicionalistes.

## Biografia
Haakon era el fill petit del primer rei Noruec, Harald de la Bella Cabellera, i la seva esposa Thora Mosterstang. Per tal de protegir-lo de les lluites de poder que hi havia a la cort entre els seus germans grans, Harald el va enviar a Anglaterra per ser educat pel rei Etelstan, com a part d'un tractat de pau signat entre els dos monarques. El rei anglès va educar Haakon en el cristianisme.
Haakon era el fill petit del primer rei Noruec, Harald de la Bella Cabellera, i la seva esposa Thora Mosterstang. Per tal de protegir-lo de les lluites de poder que hi havia a la cort entre els seus germans grans, Harald el va enviar a Anglaterra per ser educat pel rei Etelstan, com a part d'un tractat de pau signat entre els dos monarques. El rei anglès va educar Haakon en el cristianisme.
A la mort del rei Harold va ser proclamat rei del seu fill gran, Eric el Sanguinari. Eric es va enfrontar amb la resta dels seus germans fins que tots ells van ser morts, i el rei Etelstan va deixar vaixells i homes a Haakon per deposar-lo.
Eric no era apreciat per la població que el considerava un monarca despòtic, i Haakon va guanyar-se el suport dels grans terratinents prometent d'eliminar impostos. En veure que no comptava amb el suport necessari per mantenir-se al tron, Eric va exiliar-se del país i el 934 Haakon va ser proclamat rei.
El 953 Haakon es va enfrontar als fills d'Eric en una batalla a Avaldsnes, en la que fou victoriós. Va tornar a derrotar-los el 955 a Rastarklav, i un altre cop el 957 quan els fills d'Eric havien aconseguit l'ajut militar del rei danès Gorm el Vell. Les millores que Haakonhavia introduït a l'exèrcit i la marina noruegues van ser claus en aquestes victòries.
En el terreny religiós, però, no va obtenir els mateixos èxits. Tot i els seus reiterats intents d'introduir el Cristianisme no va aconseguir implantar-lo ni tan sols dins la seva pròpia cort. Tant fou així que, a la mort de Haakon
En el terreny religiós, però, no va obtenir els mateixos èxits. Tot i els seus reiterats intents d'introduir el Cristianisme no va aconseguir implantar-lo ni tan sols dins la seva pròpia cort. Tant fou així que, a la mort de Haakon, el poeta de la cort, Hákonarmál, va compondre un poema fúnebre on es narrava com Haakon era benvingut al Valhalla pels seus avantpassats.
Haakon va morir l'any 961 a mans de tres fills d'Eric, que van desembarcar per sorpresa a Hordaland. En la batalla que seguí, Haakon va ser travessat per una fletxa i acabaria morint de la ferida. El fill gran d'Eric, Harald, va succeir-lo al tron.